# Ineffabilis Deus

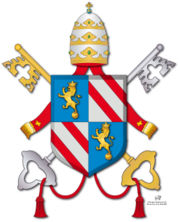
Wappen Papst Pius IX.

Ineffabilis Deus (lateinisch für Der unaussprechliche Gott) ist eine dogmatische Bulle von Papst Pius IX. und wurde am 8. Dezember 1854 veröffentlicht. Sie trägt den Untertitel Zur Erklärung des Dogmas der Unbefleckten Empfängnis.

## Dogmengeschichtliche Vorgeschichte

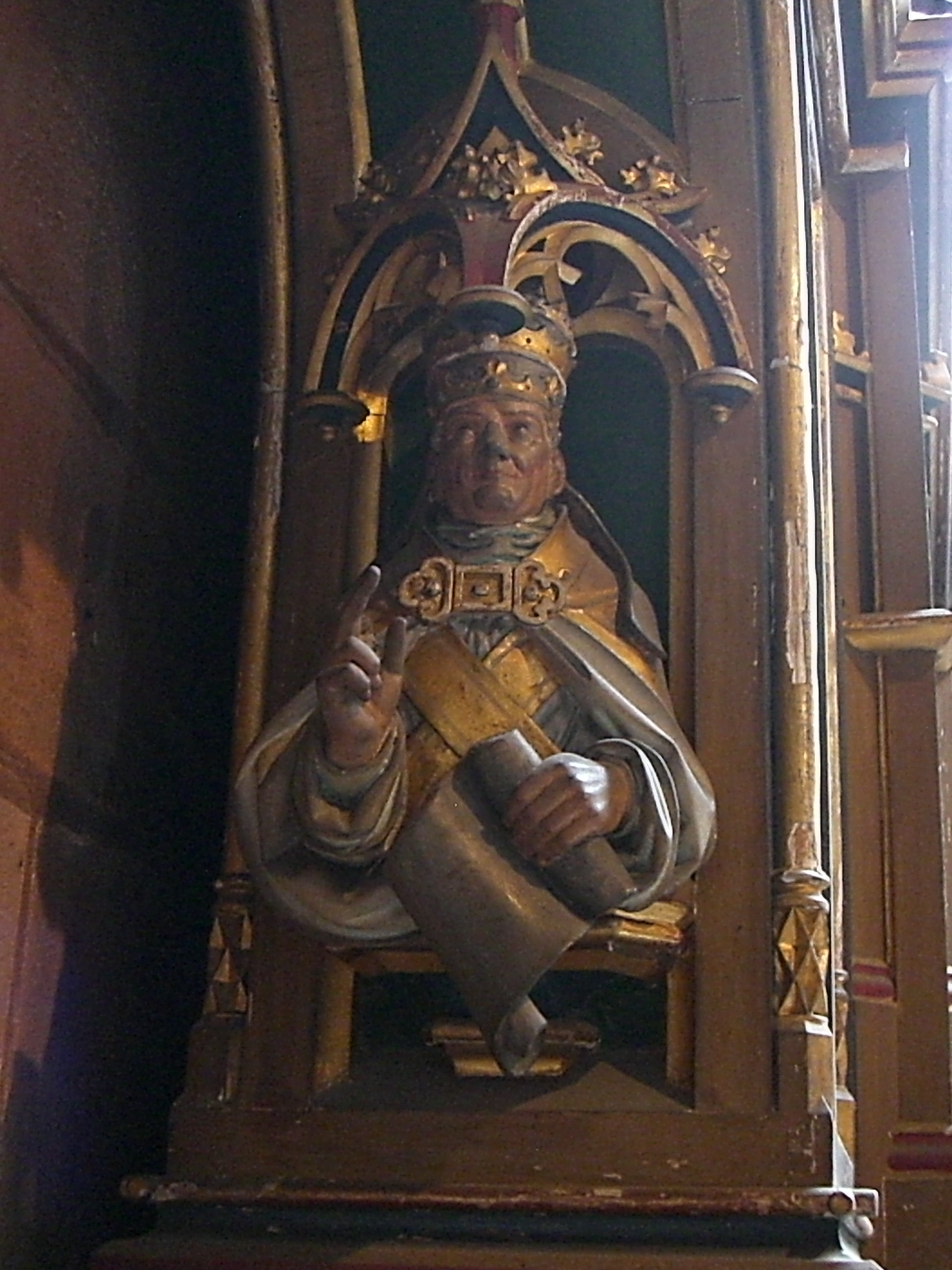
Papst Pius IX. mit der Bulle Ineffabilis Deus auf dem Altar der Maria Immaculata im Freiburger Münster (1875)

Nach der Vorstellung vieler Theologen der Alten Kirche führt die „Leugnung“ (Verneinung) der „wahren Menschheit“ Christi auch zur „Leugnung“ der „wahren Mutterschaft“ Marias. Die „Leugnung“ der Gottheit Christi führe zur „Leugnung“ der Gottesmutterschaft Marias.
Die Nestorianer lehnten es ab, Maria als „Gottesgebärerin“ zu bezeichnen, sie bejahten jedoch den Begriff „Christusgebärerin“ (Χριστοτόκος). Beim Konzil von Ephesus im Jahre 431 verkündete die Mehrheit das Dogma:

„Wenn jemand nicht bekennt, dass der Emmanuel (Christus) in Wahrheit Gott ist und dass deswegen die Heilige Jungfrau Gottesgebärerin ist – denn sie hat dem Fleische nach den aus Gott stammenden Logos geboren –, so sei er ausgeschlossen.“

Dies führte zur Abspaltung der Nestorianer.
Eine sich aus dem Dogma von Ephesus ergebende theologische Schwierigkeit bestand darin zu erklären, wie es möglich sei, dass ein von der Erbsünde belasteter (und ungetaufter) Mensch „Gottes Mutter“ sein könne. Die Klärung dieser Frage zog sich über Jahrhunderte hin. Eine Antwort war die Lehre von der Unbefleckten Empfängnis, zu der Johannes Duns Scotus maßgeblich beitrug. Das Anliegen der päpstlichen Bulle „Ineffabilis Deus“ war es, gut 1400 Jahre nach dem Konzil von Ephesus die Lehre von der Unbefleckten Empfängnis zu präzisieren und zu dogmatisieren.

## Vorbereitung der dogmatischen Festlegung 1854
Aus seinem Exil in Gaeta beauftragte Papst Pius IX. am 2. Februar 1849 ausgewählte Kardinäle und Theologen aus dem Welt- und Ordensklerus damit, alles, was die Unbefleckte Empfängnis Mariens betrifft, theologisch zu erwägen und ihre Ansichten dazu mitzuteilen. Ihre Gutachten ließ er veröffentlichen. Die Antworten und ein Konsistorium, bei dem es um die liturgische und die lehrmäßige Überlieferung ging, bestärkten den Papst darin, zur Unbefleckten Empfängnis einen Glaubenssatz zu formulieren.

## Die Bulle

### Einleitung
In der Einleitung weist die Bulle auf den Zustand des Menschen, der infolge der Sünde Adam und Evas, ausgelöst durch eine List des Teufels, mit der Erbsünde geboren in die Welt kommt. Gott will diesen Fehler korrigieren und sendet in seiner Gnade den fleischgewordenen Logos, seinen eigenen Sohn unter die Menschheit, damit er deren Schuld aufnimmt und die Menschheit wieder aufrichtet.
Für den eingeborenen Sohn wählt Gott schon „vor aller Zeit“ eine besondere Mutter, nämlich Maria, aus. Er stattet diese Frau, die den Sohn Gottes gebären soll, mit mehr Gnadengaben aus als alle Engel und Heiligen. Sie ist von Anfang an ohne den Makel der Erbsünde und deshalb von einer wunderbaren Heiligkeit. Der Sohn wählt nun diese Mutter, und der Heilige Geist bewirkt, dass Jesus von ihr empfangen und geboren wird.

Der Engel des Herrn verkündigt Anna die Unbefleckte (erbsündenlose) Empfängnis Marias

### Darlegung der Lehre von der Unbefleckten Empfängnis Mariens

#### In der Liturgie der katholischen Kirche
Die Bulle erinnert daran, wie in der katholischen Kirche die Verehrung der Unbefleckten Empfängnis Mariens über die Jahrhunderte gegenwärtig war. Deshalb gibt es dazu ein eigenes Stundengebet und ein Proprium. Die Unbefleckte Empfängnis Mariens wird in der Präfation der Messe erwähnt und in der Lauretanischen Litanei. Es gibt ein Fest der Unbefleckten Empfängnis (nach alter Tradition am 8. Dezember – neun Monate vor dem uralten Fest Mariä Geburt am 8. September), an dem der Papst alljährlich einen Gottesdienst in der Patriarchal-Basilika Santa Maria Maggiore feiert. Des Weiteren verweist die Bulle darauf, dass die „Immaculata“ das Patrozinium zahlreicher Kirchen und Kapellen ist, dass sich Städte und Staaten unter ihren Schutz stellten und dass sich Bruderschaften und Kongregationen zur Verehrung der Unbefleckten Empfängnis bildeten.

#### In der Lehre der katholischen Kirche
Die Bulle bemüht sich, die Kontinuität des Glaubens an die Unbefleckten Empfängnis Mariens nachzuweisen. Dazu referiert sie ausführlich Aussagen der Bibel, der Kirchenväter, der mittelalterlichen Theologen sowie des kirchlichen Lehramtes. Sie zitiert unter anderem die Konstitution Sollicitudo omnium ecclesiarum von Papst Alexander VII. vom 8. Dezember 1661:
„Von altersher ist es die fromme Meinung der Christgläubigen, daß die Seele der allerseligsten Jungfrau und Mutter Maria im ersten Augenblick ihrer Erschaffung und ihrer Vereinigung mit dem Leib auf Grund einer besonderen Gnade Gottes und eines besonderen Vorzuges im Hinblick auf die Verdienste ihres Sohnes Jesus Christus, des Erlösers des Menschengeschlechtes, von aller Makel der Erbsünde rein bewahrt wurde; in diesem Sinne begeht man in feierlicher Weise das Fest ihrer Empfängnis.“
Die Bulle erinnert zudem daran, dass Papst Alexander VII. allen, die diese Lehre in Zweifel ziehen, die Erlaubnis entzog, „zu predigen, Unterricht zu erteilen, die Heilige Schrift zu erklären und Vorlesungen zu halten“, und dass er den Druck von Büchern verbot, die sich gegen diese Lehre aussprechen. Das Konzil von Trient habe die Lehre von der Unbefleckten Empfängnis Mariens implizit gebilligt, als es erklärte, es sei nicht seine Absicht, in seine Lehre, dass alle Menschen mit der Erbsünde behaftet zur Welt kommen, Maria einzuschließen.

### Formulierung des Glaubenssatzes in der Bulle
„Nachdem Wir also ohne Unterlaß in Demut und mit Fasten Unsere persönlichen und auch die gemeinsamen Gebete der Kirche Gott dem Vater durch seinen Sohn dargebracht haben, auf daß er durch den Heiligen Geist Unseren Sinn leite und stärke, nachdem Wir auch den ganzen himmlischen Hof um seine Hilfe angefleht und inständigst den Heiligen Geist angerufen haben, erklären, verkünden und entscheiden Wir nun unter dem Beistand des Heiligen Geistes zur Ehre der heiligen und ungeteilten Dreifaltigkeit, zum Ruhme und zur Verherrlichung der jungfräulichen Gottesmutter, zur Auszeichnung des katholischen Glaubens und zur Förderung der christlichen Religion, kraft der Autorität Unseres Herrn Jesus Christus, der heiligen Apostel Petrus und Paulus und Unserer eigenen:
Die Lehre, daß die allerseligste Jungfrau Maria im ersten Augenblick ihrer Empfängnis auf Grund einer besonderen Gnade und Auszeichnung von seiten des allmächtigen Gottes im Hinblick auf die Verdienste Jesu Christi, des Erlösers der ganzen Menschheit, von jeder Makel der Erbsünde bewahrt blieb, ist von Gott geoffenbart und muß deshalb von allen Gläubigen fest und unabänderlich geglaubt werden. Wenn also jemand, was Gott verhüten wolle, anders, als von Uns entschieden ist, im Herzen zu denken wagt, der soll wissen und wohl bedenken, daß er sich selbst das Urteil gesprochen hat, daß er im Glauben Schiffbruch erlitten hat und von der Einheit der Kirche abgefallen ist.
Alle diese verfallen außerdem schon durch ihre Tat den vom kirchlichen Rechte bestimmten Strafen, wenn sie das, was sie im Herzen sinnen, mündlich oder schriftlich oder auf was immer für eine Weise nach außen hin zur Kenntnis zu geben wagen.“ (die übliche Schlussformel)

### Schluss der Bulle
Die Bulle endet mit einem marianischen Lobpreis der „Schlangenzertretrin“ (Anspielung auf die künstlerische Darstellung) und dem Wunsch nach weiterer Verehrung Mariens.

## Erklärung des Dogmas
Nach der katholischen Theologie besagt das Dogma im Einzelnen Folgendes:
- Unter Empfängnis ist die passive Empfängnis zu verstehen, also der Augenblick, in dem die Seele von Gott erschaffen und in die Lebensmaterie, die die Eltern bereitet (gezeugt) haben, eingegossen wird.
- Maria wird von der durch Adam und Eva verschuldeten Erbsünde verschont und betritt im Zustand der heiligmachenden Gnade das Dasein.
- Gott schenkt Maria das Freisein von Erbsünde als unverdientes Geschenk (gratia) und Ausnahmegesetz (privilegium).
- Wirkursache (Causa efficiens) der Unbefleckten Empfängnis Mariens ist der Allmächtige Gott.
- Verdienstursache (Causa meritoria) ist das Erlösungsverdienst Jesu Christi.
- Zweckursache (Causa finalis proxima) der Unbefleckten Empfängnis Mariens ist ihre Gottesmutterschaft.

Schon im 7. Jh. ist im griechischen Osten ein Fest der „Empfängnis der hl. Anna“, also der passiven Empfängnis Mariens, nachweisbar. Das Fest verbreitete sich über Süditalien weiter nach Irland und England. Gegenstand des Festes war die Empfängnis Mariens durch die hl. Anna nach langer Kinderlosigkeit.
In der Ostkirche wird Maria als „Panhagia“ (die Ganzheilige) und „von jedem Sündenmakel frei“ angesehen, womit ebenfalls ein positives Verständnis der „unbefleckten Empfängnis“ ausgesagt wird, obwohl die orthodoxe Kirche die Bulle „Ineffabilis Deus“ nicht akzeptiert.

## Rezeption
Papst Pius IX. nahm für sich in Anspruch, mit der Bulle „Ineffabilis Deus“ den überlieferten Glauben lediglich formuliert (definiert) zu haben. Gleichwohl war es eine Neuerung, dass ein Papst außerhalb eines Konzils ein Dogma verkündete. Im neunten, 1874 veröffentlichten Buch seiner Geschichte der Päpste schrieb Leopold von Ranke: „Nie war die päpstliche Unfehlbarkeit, obgleich noch nicht dogmatisch bestimmt, unbedingter erschienen.“